# Jo Jung-suk
En aquest nom coreà, el cognom és Jo.
Jo Jung-suk —조정석 (coreà)— (Seül, 26 de desembre de 1980) és un reconegut actor de cinema sud-coreà.

## TV
| Any  | Títol                          | Paper         | Notes |
| ---- | ------------------------------ | ------------- | ----- |
| 2011 | What's Up?                     | Kim Byung-gun |       |
| 2012 | The King 2 Hearts              | Eun Shi-kyung |       |
| 2013 | You're the Best, Lee Soon-shin | Shin Joon-ho  |       |
| 2015 | Oh My Ghostess                 | Kang Sun-woo  |       |

## Cinema
| Any  | Títol                                  | Paper                          |
| ---- | -------------------------------------- | ------------------------------ |
| 2012 | Architecture 101                       | Nabddeuki                      |
| 2012 | Almost Che                             | Hwang Young-min / Kang Moon-mo |
| 2013 | The Face Reader                        | Paeng-heon                     |
| 2014 | The Fatal Encounter                    | Sal-soo                        |
| 2014 | My Love, My Bride                      | Young-min                      |
| 2015 | The Exclusive: Beat the Devil's Tattoo | Heo Moo-hyuk                   |
| 2015 | Time Renegade                          | Ji-hwan                        |
| 2016 | Older Brother                          | Du-sik                         |